# Seminis
Genre
Seminis est un genre de coléoptères de la famille des Ptiliidae.

## Liste d'espèces
Selon Catalogue of Life (7 mars 2021) :
- Seminis factiosum Darby, 2016

## Publication originale
- (en) Michael Darby, « New Species and Records of Costa Rican Featherwing Beetles (Coleoptera:Ptiliidae) », Zootaxa, Magnolia Press (d), vol. 4184, no 1,‎ 2 novembre 2016, p. 41–51 (ISSN 1175-5334 et 1175-5326, OCLC 49030618, PMID 27811652, DOI 10.11646/ZOOTAXA.4184.1.2, lire en ligne).